# Neel Jani
Neel Jani, född den 8 december 1983 i Rorschach, Schweiz är en racerförare.

## Racingkarriär
Jani sågs tidigt som en stor talang och har i unga år varit testförare för både Sauber och Toro Rosso, men har aldrig fått chansen att tävla i formel 1. Han har även kört i Champ Car och GP2, men fokuserade vintern 2007/2008 på sin kampanj för att vinna A1GP för Schweiz. Det lyckades han också med, efter att ha gjort en starkare avslutning än konkurrenten Jonny Reid från Nya Zeeland.